# I.Sat
I.Sat (sigla di Imagen Satelital) è stato un canale televisivo a pagamento via cavo argentino di proprietà della Warner Bros. Discovery. Specializzato in film, cortometraggi, documentari e serie animate, I.Sat era orientato principalmente ad un pubblico di giovani adulti e il suo contenuto era caratterizzato da uno stile underground. Trasmetteva per 24 ore al giorno in lingua originale per tutta l'America Latina.

## Storia
Il canale ha le sue origini nel 1993, quando lo lanciò l'impresario Alberto Gonzalez della società Imagen Satelital. Fin dalla sua istituzione nel 1993, I.Sat ha sempre messo a disposizione una vasta gamma di film di diverso genere (dai dramma alla commedia, azione e avventura), rivolto a tutte le età. Per un breve periodo, il canale ha anche cercato di diventare più trasgressiva per catturare l'interesse del pubblico giovanile inserendo al suo interno programmi di musica, ma non c'è stato un particolare riscontro.
Nel 1997, Imagen Satelital è stato comprato da Cisneros e dal 16 dicembre 1998, quando i nuovi proprietari decidono di dare un nuovo profilo al canale, questa volta rivolto ad un pubblico di soli giovani adulti e composto da una programmazione che varia dai film di culto a quelli indipendenti, di serie B, documentari e altri. Nel tempo, questa programmazione è diventata molto ben accolta dal pubblico, grazie anche ai tanti programmi inediti che trasmetteva.
Nell'ottobre 2007, I.Sat era disponibile dentro un pacchetto di altri 6 canali televisivi di proprietà della Claxson Interactive Group: Fashion TV, HTV, Infinito, MuchMusic, Retro e Space, tutti acquistati poi da Turner Broadcasting System, una divisione di Time Warner.
Dal 19 novembre 2007 I.Sat ha trasmesso in America Latina il blocco di animazione per adulti Adult Swim, successivamente cancellato nel 2010 a causa dei bassi ascolti. Adult Swim, tuttavia, è tornato su I.Sat dal 3 aprile 2015 al 16 aprile 2020.
Nel dicembre 2023, la Warner Bros. Discovery annunciò che I.Sat avrebbe chiuso i battenti il 29 febbraio 2024, insieme a Glitz e alla versione latinoamericana di MuchMusic.

## Loghi

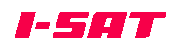
5 aprile 1993 - 16 dicembre 1998
1º dicembre 2021 - 29 febbraio 2024